# Macrosiphoniella silvestrii
Macrosiphoniella silvestrii är en insektsart. Macrosiphoniella silvestrii ingår i släktet Macrosiphoniella och familjen långrörsbladlöss. Inga underarter finns listade i Catalogue of Life.